# سمیه ثابت‌زاده
سمیه ثابت‌زاده (زادهٔ ۱۳۷۵) بازیکن بسکتبال اهل ایران و خواهر دوقلوی سمانه ثابت‌زاده، دیگر بازیکن بسکتبال ایرانی است که برای تیم ملی بسکتبال ۳ نفره زنان ایران و نیز تیم ملی بسکتبال زنان ایران بازی می‌کند.
ثابت‌زاده در بازی‌های باشگاهی سابقهٔ حضور در باشگاه‌های دانشگاه آزاد تهران، سپهرداد تهران و پاز آشا آروین را دارد.